# Џерод Хендерсон
Џерод Хендерсон (енгл. Gerrod Dewayne Henderson; Хејнсвил, Луизијана, 30. октобар 1978) је бивши амерички кошаркаш. Играо је на позицији бека шутера и повремено на позицији плејмејкера. У својој каријери променио је велики број клубова, а у Србији је познат по наступима у Хемофарму и Црвеној звезди.

## Каријера
Каријеру је почео на Луизијана Тек колеџу 1998. године. У последњој колеџ сезони 2001/02. бележио је 17,5 поена по утакмици. Са 1829 постигнутих поена пети је стрелац у историји Луизијане и шести по броју асистенција – 367. Каријеру је наставио у Европи, где је у два наврата играо за Паниониос. Након Паниониоса потписује за Хемофарм са којим стиже до финала домаће лиге. Након тога поново се враћа у Паниониос али бива брзо отпуштен због коришћења марихуане, иако је имао просечно 15 поена и 4 асистенције по мечу.
Опет се враћа у Србију али овог пута у тим Црвене звезде. У Звезди се задржао две године, са тим да је у међусезони био у редовима Колососа са Родоса, али је отпуштен па се пре почетка наредног првенства поново вратио у Црвену звезду. У црвено-белом дресу постигао је 1088 поена на 99 утакмица – просек 11 поена по мечу. Био је најбољи стрелац тима у Супер лиги Србије и Црне Горе у сезони 2004/05. са 17,5 поена по утакмици, као и у плеј-офу са просеком 26,5 поена на два меча. У поразу од Партизана је у другом мечу полуфинала плеј-офа постигао 38 поена. Читаву сезону 2004/05. је одиграо на високом нивоу и био најефикаснији играч у екипи са 539 поена на 37 мечева у свим такмичењима. Са Црвеном звездом је 2006. освојио национални куп. У победи против Партизана (92:83) у полуфиналу постигао је 20 поена. У финалу је савладан Хемофарм (80:65) и освојен трофеј пред навијачима у хали Пионир. Те сезоне је више играо за тим, јер је Милан Гуровић био прва нападачка опција Црвене звезде.
Након тога следи низ година у којима је потписивао једногодишње уговоре. До краја каријере играо је још за: Хапоел Нахарију из Израела (2006/07.), Азовмаш (2007/08.), Анвил из Вроцлавека (2007/08. и 2008/09.), Будивељник из Кијева (2009/10.), Анталију (2010/11.), Ердемир из Турске од 2011. и на крају каријере за Мерсин.

## Остало
Ван терена је био познат по ноћним проводима и конзумирању марихуане што га је скупо коштало у више наврата током каријере. Након треће казне због конзумирања марихуане морао је да паузира читаву годину. Док је играо у Турској за екипу Ердемирспор био је чак оптужен за силовање.